# Paweł Terlecki
Paweł Terlecki z Unikowa herbu Przestrzał – stolnik liwski w 1750 roku.